# Richard Herd
Richard Thomas Herd Jr. (Boston, Massachusetts, 1932. szeptember 26. – Los Angeles, Kalifornia, 2020. május 26.) amerikai színész.

## Fontosabb filmjei
Mozifilmek
- Herkules New Yorkban (Herkules in New York) (1970)
- Az elnök emberei (All the President’s Men) (1976)
- Ö.K.Ö.L. (F.I.S.T.) (1978)
- Kína szindróma (The China Syndrome) (1978)
- Hagymaföld (The Onion Field) (1979)
- Wolf Lake (1980)
- Benjamin közlegény (Private Benjamin) (1980)
- Az évszázad üzlete (Deal of the Century) (1983)
- Delejezettek (Trancers) (1984)
- Hóbortos vakáció (Summer Rental) (1985)
- Repülők, vonatok, automobilok (Planes, Trains & Automobiles) (1985)
- Halálos biztonsággal (Gleaming the Cube) (1989)
- Bilko főtörzs (Sgt. Bilko) (1996)
- Éjfél a jó és a rossz kertjében (Midnight in the Garden of Good and Evil) (1997)
- Terminal Force 2 – A túlélő (The Survivor) (1998)
- Anna Nicole – Mindhalálig Playmate (Anna Nicole) (2007)
- Tűnj el! (Get Out) (2017)
- Eskü: A terror orvosa (The Oath) (2018)
- A csempész (The Mule) (2018)

Tv-filmek
- Fighting Back (1980)
- Amerika kedvenc fia (Favorite Son) (1988)
- Kegyvesztettek (Fall from Grace) (1990
- Hogyan töltöttem a nyaram (Camp Cucamonga) (1990)
- A nagy Los Angeles-i földrengés (The Big One: The Great Los Angeles Earthquake) (1990)
- A csábítás: Mesék egy titkos szentélyből (Seduction: Three Tales from the 'Inner Sanctum') (1992)
- A titkárnő (The Secretary) (1995)
- Célpont a múltban (Yesterday's Target) (1996)
- Szárnyaló szívek (Journey of the Heart) (1997)
- Marslakó a férjem (I Married a Monster) (1998)
- Árulkodó álom (Love's Unfolding Dream) (2007)

Tv-sorozatok
- Kojak (1975, egy epizódban)
- Rockford nyomoz (The Rockford Files) (1975, egy epizódban)
- San Francisco utcáin (The Streets of San Francisco) (1977)
- Starsky és Hutch (Starsky and Hutch) (1979, két epizódban )
- MASH (M*A*S*H) (1980, egy epizódban)
- Dallas (1980–1981, három epizódban)
- T. J. Hooker (1982–1984, 36 epizódban)
- Simon & Simon (1982–1988, négy epizódban)
- A szupercsapat (The A-Team) (1985, egy epizódban)
- Knight Rider (1985, egy epizódban)
- Dinasztia (Dynasty) (1986, egy epizódban)
- Gyilkos sorok (Murder, she wrote) (1986, 1993, két epizódban)
- A szépség és a szörnyeteg (Beauty and the Beast) (1987, egy epizódban)
- Quantum Leap – Az időutazó (Quantum Leap) (1991, 1993, két epizódban)
- Star Trek: Az új nemzedék (Star Trek: The Next Generation) (1993, két epizódban)
- SeaQuest DSV – A mélység birodalma (SeaQuest DSV) (1993–1994, 12 epizódban)
- Vészhelyzet (ER) (1995, egy helyzetben)
- Seinfeld (1995–1998, 11 epizódban)
- Walker, a texasi kopó (Walker, Texas Ranger) (1996, egy epizódban)
- Star Trek: Voyager (1999–2001, négy epizódban)
- Született feleségek (Desperate Housewives)) (2007, egy epizódban)

## További információ
- Richard Herd a PORT.hu-n (magyarul)
- Richard Herd az Internetes Szinkronadatbázisban (magyarul)
- Richard Herd az Internet Movie Database-ben (angolul)
- Richard Herd a Rotten Tomatoeson (angolul)